# David Macbride
David Macbride (* 26. April 1726 in Ballymoney, County Antrim; † 28. Dezember 1778) war ein irischer Arzt und populärwissenschaftlicher Schriftsteller.
Sein Vater war Pfarrer der Presbyterianer in Ballymoney. Macbride war im Österreichischen Erbfolgekrieg Gehilfe eines Chirurgen beim Militär und studierte dann Medizin in Edinburgh, London und Leiden. Nach kurzer Zeit in seiner Heimat ließ er sich 1751 in Dublin als Arzt, Chirurg und Geburtshelfer nieder. 1753 war er einer der Gründer des Meath Hospital. 1764 wurde er in Medizin promoviert (M.D.).
Er schlug 1762 zur Bekämpfung des Skorbut auf Schiffen die Gabe von Malz und Hefe vor, was sich bei der britischen Admiralität gegen den teureren Vorschlag von James Lind durchsetzte, Zitronen auszugeben. Macbride wies früh auf den Zusammenhang von koronaren Herzerkrankungen (Angina Pectoris) mit Übergewicht und Ernährung hin.
Er veröffentlichte viel über Medizin und angewandte Naturwissenschaften und seine Bücher wurden in mehrere Sprachen übersetzt. Er erhielt die Silbermedaille der Dublin Society für einen Vorschlag, mit gelöschtem Kalk zu gerben, und er erhielt die Goldmedaille der Society of Arts.
Sein Bruder John wurde Admiral in der Royal Navy.
Er war zweimal verheiratet.

## Schriften
- Experimental Essays on medical and philosophical subjects, 1766, 1776, 1784
- Historical Account of a New Method of Treating the Scurvy at Sea, 1767
- A Methodical Introduction to the Theory and Practice of Physic, 1772